# Kommunar (město)
Kommunar (rusky Коммуна́р) je město v Leningradské oblasti v Ruské federaci. Při sčítání lidu v roce 2010 měl přes dvacet tisíc obyvatel.

## Poloha a doprava
Kommunar leží na Ižoře, levém přítoku Něvy. Od Petrohradu, správního střediska oblasti, je vzdálen přibližně třicet kilometrů jižně.
Přes Kommunar prochází železniční trať Petrohrad–Dno–Něvel–Vitebsk.

## Dějiny
Osídlení vzniklo v 40. letech 19. století na potoce Slavjanka uprostřed statků hraběnky Julie Samojlovové a nazývalo se Grafskaja Slavjanka (tj. „Hraběcí Slavjanka“). V roce 1846 se hraběnka přestěhovala do zahraničí a statky koupila carská rodina, proto se následně sídlo nazývalo Carskaja Slavjanka (tj. „Carská Slavjanka“).
Koncem 19. století byla nedaleko vybudována papírna a k ní příslušející zázemí pro dělníky.
Po říjnové revoluci v roce 1918 byla obě sídla sloučena a vzniklé sídlo pojmenováno Kommunar (ruský výraz pro komunarda).
V roce 1953 získal Kommunar status sídlo městského typu a v roce 1993 byl povýšen na město.